# ORP Nurek (1936)
Pour les autres navires du même nom, voir ORP Nurek.
L'ORP Nurek était un bâtiment-base de plongeurs démineurs polonais de l’entre-deux-guerres et du début de la Seconde Guerre mondiale. Il a été construit au chantier naval de la marine polonaise à Gdynia, mis en service en 1936 comme bâtiment-base pour les plongeurs et navire de sauvetage de sous-marin. Il participe à la construction des ports de Hel et de Władysławowo. Il a été bombardé et coulé le 1er septembre 1939 dans le port de guerre d’Oksywie. L’épave a été récupérée par les Allemands et découpée en ferraille.

## Historique
Dès le début des années 1930, il y a eu une croissance quantitative et qualitative rapide de la marine polonaise. En particulier, la mise en service de trois sous-marins de classe Wilk, qui ont formé en 1931 l’escadrille de sous-marins, a entraîné la nécessité de construire une unité auxiliaire moderne pour effectuer des tâches dans le domaine du sauvetage en mer. Le bateau à moteur usé ORP Nurek qui était un navire-base de plongeurs, en service depuis le milieu des années 1920, n’était pas techniquement adapté pour effectuer de nouvelles tâches.
La perspective de construire plus de sous-marins a fait que mi-1934, le service technique de la gestion navale (KMW) a préparé des plans préliminaires pour la construction d’une base flottante pour les plongeurs, qui différait principalement par le type de moteur (une puissance de l’ordre de 160 à 280 ch était proposée), ainsi que par la taille (longueur supposée de maximum 30 m) et le déplacement (90 à 120 tonnes). En fin de compte, tous ces projets ont été rejetés et un projet complètement différent a été sélectionné pour la mise en œuvre, développé par l’ingénieur Aleksander Potyrała. Le navire avait une coque en acier soudée, une technologie qui n’était pas encore utilisée par l’entrepreneur Chantier naval de la marine polonaise à Gdynia. Une autre technologie a été utilisée pour la superstructure, qui était faite de laiton joint par rivetage. La propulsion était assurée par un moteur Nohab modifié par rapport à celui des dragueurs de mines de classe Jaskółka, d’une puissance de 260 ch, soit la moitié de la puissance du moteur Nohab d’origine. C’était le résultat de la réduction du nombre de cylindres de 8 à 4.
L’équipement spécialisé comprenait une chambre de décompression de construction polonaise, conçue pour prévenir la maladie de décompression chez les plongeurs qui font surface trop rapidement et chez les membres d'équipage de sous-marins qui évacuent leur sous-marins coulé à l’aide de dispositifs de sauvetage individuels. De plus, l’unité était dotée d’équipements de plongée, de remorquage et de renflouement.
La construction du numéro « B6 » a commencé au chantier naval de la marine polonaise à Gdynia dans la seconde moitié de 1935. En mars 1936 le moteur était prêt, et le 2 juillet 1936, alors que le navire était toujours en construction, le ministre des Affaires militaires lui a donné le nom d’ORP Nurek (en français : Plongeur). La construction a été achevée à l’automne 1936. Le coût total de la construction s’est élevé à 230 000 PLN.

## Conception
L’ORP Nurek avait une longueur totale de 29 mètres, et 26 mètres à la ligne de flottaison, une largeur maximale de 6 mètres, un tirant d'eau de 1,4 mètre, et un déplacement standard de 110 tonnes,. La coque à pont lisse a été construite en acier et entièrement soudée. La superstructure était située à l’intérieur du navire. Le navire était propulsé par un moteur Diesel à quatre cylindres Nohab 4 DG, produit à l’usine de moteurs et de raccords « Ursus » sous licence de la société suédoise Nyquist-Holm. Le moteur de 260 ch, fonctionnant au gazole, entraînait une unique hélice. La puissance des machines permettait d’atteindre une vitesse maximale de 10 nœuds. Le rayon d'action était de 150 milles marins. L’équipage a compté de 19 à 22 personnes à différents moments.
L’équipement du Nurek comprenait : une chambre de décompression, une pompe de plongée à air, une jambe de force pliante en acier d’une capacité de charge de 3 tonnes, des dispositifs de remorquage, deux canots de sauvetage et une station radio. La conception du navire ne prévoyait pas d’armement, mais en 1939, deux mitrailleuses Maxim MG 08 de 7,92 mm ont été placées à la poupe et à la proue pour la défense antiaérienne.

## Service
Après l’achèvement de la construction, le ministre des Affaires militaires a admis le navire auxiliaire Nurek dans les navires de la République de Pologne le 1er novembre 1936. Le navire est devenu une partie du matériel flottant du Gdynia-Oksywie War Port Command. Le premier commandant de l’ORP Nurek a été nommé le 1er octobre 1936 : le porucznik marynarki (premier lieutenant) Wacław Lipkowski. Au début du service, le navire avait une faible stabilité, ce qui rendait difficile la réalisation de travaux sous-marins. Ce défaut a été éliminé en déplaçant les masses à l’intérieur de la coque. Pendant les trois années de service, des plongeurs du Nurek ont participé à la construction du port de guerre de Hel et du port de pêche de Władysławowo. Ils ont effectué une action de nettoyage du canal de Dypka et un certain nombre d’actions dans le port de guerre d’Oksywie. En 1938, des plongeurs ont participé à des recherches archéologiques sous-marines à Biskupin. Le 20 janvier 1938, le lieutenant Lipkowski est remplacé comme commandant du navire par le chorąży marynarki (premier maître) Wincenty Tomasiewicz. Celui-ci commanda l’unité jusqu’au déclenchement de la guerre.
Avant le déclenchement de la guerre, le navire était subordonné au commandant de la défense côtière maritime à Hel. Il a navigué de Gdynia à Hel, transportant des provisions et des armes. Le 1er septembre 1939, l’unité se trouvait dans le port de guerre d’Oksywie. Ce jour-là, le navire devait transporter des gyroscopes et des détonateurs de torpilles à Hel. Avant de partir pour Hel, le commandant a attendu que les documents de l’autorité portuaire navale de Gdynia lui soient remis. Ils ont été livrés par le maître d'équipage Witold Sierko. À 14 heures, 32 avions bombardiers en piqué allemands Junkers Ju 87B Stuka de l’escadrille IV.(St)/LG 1. sont arrivés au port, bombardant les unités qui s’y trouvaient. L’une des bombes SC 250 a frappé directement dans la cheminée du Nurek, détruisant le milieu du navire. Les plaques de la coque et de la superstructure ont été brisées. À la suite de l’explosion, le navire a été projeté à une distance d’environ 25 m de la jetée au milieu du bassin portuaire, où il a immédiatement coulé. À bord, 16 des 22 membres d’équipage ont été tués, dont le commandant, Wincenty Tomasiewicz. La 17e victime du raid tuée à bord du Nurek était le maître d’équipage Sierko, qui n’appartenait pas à son équipage. Six marins que l’explosion avait jetés à l’eau ont été sauvés. En octobre, après la fin des hostilités, les Allemands ont récupéré l’épave, mais en raison de la non-rentabilité de la réparation, ils ont décidé de la découper pour la ferraille.

## Commandants
- Porucznik marynarki Wacław Lipkowski : 1er octobre 1936 au 20 janvier 1938
- Chorąży marynarki Wincenty Tomasiewicz : 20 janvier 1938 au 1er septembre 1939[8],[9]